# 東成郡
- 令制国一覧 > 畿内 > 摂津国 > 東成郡
- 日本 > 近畿地方 > 大阪府 > 東成郡

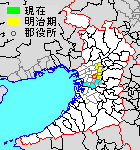
大阪府東成郡の位置（水色：後に他郡から編入した区域）

東成郡（ひがしなりぐん）は、摂津国・大阪府にあった郡。

## 郡域
1897年（明治12年）に行政区画として発足した当時の郡域は、概ね下記の区域にあたる。
- 大阪市
  - 天王寺区・東成区・旭区・城東区の全域
  - 阿倍野区の大部分（文の里・桃ヶ池町・長池町・昭和町・西田辺町・北畠・万代・帝塚山および王子町・阪南町の一部を除く）
  - 都島区の大部分（片町を除く）
  - 生野区の大部分（巽各町を除く）
  - 浪速区の一部（下寺）
  - 西成区の一部（山王・天下茶屋北・天下茶屋・天下茶屋東・天神ノ森および岸里東の一部）
  - 鶴見区の一部（放出東・鶴見・緑）
  - 中央区の一部（玉造・森ノ宮中央・上本町西・東平・上汐および法円坂・谷町の各一部）

上町台地の上の東半分、上町台地より東側の内陸湿地帯にあたり、1896年（明治29年）に住吉郡を編入して以降は、大和川に沿った堺市との市境一帯も含まれる。

## 歴史

### 古代
「日本書紀」に、大阪湾の中央に南北に突き出した上町台地の東部（河内湖沿い）を「難波大郡」（なにわのおおごおり）、西部（大阪湾沿い）を「難波小郡」（なにわのこごおり）と称したことが記載されている。大郡・小郡とは大化の改新の制度で、五十戸を「里」とし三里で「小郡」、四里～三十里で「中郡」、四十里以上で「大郡」となる。つまり東側のほうが住居が多くはるかに巨大だった。
和銅6年（713年）に郡・郷の名称が公式に定められ、東部の難波大郡を東生郡、西部の難波小郡を西生郡（後に西成郡）と称するようになった。東生の「生」は「生る」に由来し、「上町台地の東に新たに生まれた集落」という意味であった。

#### 式内社
『延喜式』神名帳に記される郡内の式内社。
| 神名帳                                             | 神名帳       | 神名帳   | 神名帳       | 比定社             | 比定社                     | 比定社         | 集成 |
| 社名                                               | 読み         | 格       | 付記         | 社名               | 所在地                     | 備考           | 集成 |
| -------------------------------------------------- | ------------ | -------- | ------------ | ------------------ | -------------------------- | -------------- | ---- |
| 東生郡 4座（大3座・小1座）                         |              |          |              |                    |                            |                |      |
| 難破坐生国咲国魂神社 二座 （難破坐生國咲國魂神社） | -イククニ-   | 並名神大 | 月次相嘗新嘗 | 生國魂神社         | 大阪府大阪市天王寺区生玉町 |                |      |
| 比売許曽神社 （比賣許曾神社）                      | ヒメコソノ   | 名神大   | 月次相嘗新嘗 | 比売許曽神社       | 大阪府大阪市東成区東小橋   |                |      |
| 比売許曽神社 （比賣許曾神社）                      | ヒメコソノ   | 名神大   | 月次相嘗新嘗 | （論）比売古曽神社 | 大阪府大阪市中央区高津     | 高津宮境内摂社 |      |
| 阿遅速雄神社                                       | アヂハヤヲノ | 小       |              | 阿遅速雄神社       | 大阪府大阪市鶴見区放出東   |                |      |
| 凡例を表示                                         |              |          |              |                    |                            |                |      |

### 中近世
室町時代、摂津のうち神崎川以南の西生郡・東生郡・住吉郡の3郡は「欠郡」（かけのこおり）と総称され、分郡守護が置かれた。中世以降「東生」と「東成」の表記が混在するようになり、江戸時代中期以降はほとんど「東成」と表記されている。

### 近世以降の沿革
- 「旧高旧領取調帳」に記載されている明治初年時点での支配は以下の通り。●は村内に寺社領が存在。下記のほか町地として西成郡と跨る形で大坂三郷が存在し、概ね渡辺（内町）・玉造といった上町が国絵図等で東成郡となっている。（61村）

| 知行   | 知行                 | 村数 | 村名 |
| ------ | -------------------- | ---- | --- |
| 幕府領 | 幕府領               | 31村 | 南平野町村、北平野町村、東高津村、●天王寺村、田島村、林寺新家村、鴫野村、新喜多新田、布屋新田、玉造村、森村、古屋敷地、中道村、本庄村、大今里村、木野村、小橋村、猪飼野村、中野村、沢上江村、善源寺村、友淵村、赤川村、今市村、千林村、馬場村、般若寺村、下辻村、関目村、内代村、木屋新田 |
| 幕府領 | 大阪城代役知         | 20村 | 腹見村、大友村、中川村、片江村、西今里村、東今里村、永田村、天王田村、中浜村、野田村、毛馬村、江野村、荒生村、中村、貝脇村、上辻村、別所村、蒲生村、今福村、森小路村 |
| 幕府領 | 京都守護職役知       | 2村  | 放出村、深江村 |
| 幕府領 | 幕府領・大阪城代役知 | 2村  | 南島村、野江村 |
| 幕府領 | 幕府領・旗本領       | 1村  | 左専道村 |
| 藩領   | 相模小田原藩         | 5村  | 阿部野村、国分村、舎利寺村、林寺村、岡村 |

- 慶応4年
  - 2月 - 幕府領・旗本領が大坂裁判所司農局の管轄となる。
  - 5月2日（1868年6月21日） - 大坂裁判所司農局の管轄地域が大阪府司農局の管轄となる。
  - 6月8日（1868年7月27日） - 大阪府司農局の管轄地域が大阪府北司農局の管轄となる。
  - 6月 - 戊辰戦争後の処分により小田原藩が減封となり、本郡内の領地が消滅。
- 明治2年
  - 1月20日（1869年3月2日） - 摂津県の管轄となる。
  - 5月10日（1869年6月19日） - 豊崎県の管轄となる。
  - 8月2日（1869年9月7日） - 兵庫県の管轄となる。
  - 9月21日（1869年10月25日） - 大阪府の管轄となる。
  - 大坂三郷が再編されて大坂四大組となる。
- 明治6年（1873年） - 大阪東大組8町（玉造大和橋町・玉造国分町・玉造八尾町・玉造西伊勢町・玉造半入町・玉造左官町・玉造越中町・玉造紀伊国町）・大阪南大組7町（東雲町通一丁目・東雲町通二丁目・東雲町通三丁目・東坂町・禰宜町・岡山町・仁右衛門町）を本郡に編入のうえ西玉造村が起立。（62村）
- 明治7年（1874年） - 中道村の一部（字清水谷）が西成郡吉右衛門肝煎地に編入。
- 明治8年（1875年）4月30日 - 大区小区制の大阪府での施行により、大坂四大組の区域を除く東成郡が第5大区となる。
- 明治12年（1879年）2月10日 - 郡区町村編制法の大阪府での施行により、行政区画としての東成郡が発足。郡役所が天王寺村に設置。第1 - 4大区（旧・大坂四大組）の区域に東区・南区・西区・北区が設置され、郡より離脱。
- 明治14年（1881年）1月6日 - 郡役所が住吉郡役所を統合のうえ改称して「東成住吉郡役所」となる。
- 明治15年（1882年）（63村）
  - 木野村の一部が分立して東小橋村となる。
- 明治16年（1883年） - 木屋新田が野田村に合併。（62村）

### 町村制以降の沿革

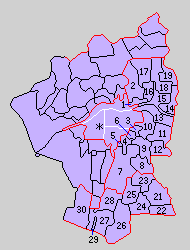
1.野田村 2.都島村 3.玉造町 4.東平野町 5.西高津村 6.清堀村 7.天王寺村 8.生野村 9.鶴橋村 10.中本村 11.南新開荘村 12.小路村 13.北新開荘村 14.榎本村 15.鯰江村 16.榎並村 17.城北村 18.古市村 19.清水村 21.平野郷町 22.喜連村 23.北百済村 24.南百済村 25.田辺村 26.依羅村・長居村 27.墨江村 28.住吉村 29.安立町 30.敷津村（紫：大阪市 ＊は発足時の大阪市）

- 明治22年（1889年）4月1日 - 町村制の施行により、下記の町村が発足。全域が現・大阪市。（2町17村）
  - 野田村（単独村制。現・都島区、城東区）
  - 都島村 ← 沢上江村、善源寺村、中野村、毛馬村、友淵村（現・都島区）
  - 玉造町 ← 西玉造村、玉造村（現・中央区）
  - 東平野町 ← 北平野町村、南平野町村、東高津村（現・天王寺区）
  - 西高津村（西成郡西高津村の大部分［字髭剃を除く］が単独村制。現・天王寺区）
  - 清堀村（西成郡清堀村が単独村制。現・天王寺区）
  - 天王寺村 ← 天王寺村（現・天王寺区、阿倍野区、生野区）、阿部野村（現・阿倍野区）
  - 生野村 ← 舎利寺村、林寺村、林寺新家村、田島村（現・生野区）、国分村（現・生野区、天王寺区）
  - 鶴橋村 ← 猪飼野村、岡村（現・生野区）、木野村（現・生野区、中央区）、東小橋村（現・東成区、中央区）、小橋村（現・中央区）
  - 中本村 ← 本庄村、西今里村（現・東成区）、中道村、古屋敷地、森村（現・東成区、中央区）、中浜村（現・城東区）
  - 南新開荘村←大今里村、東今里村、深江村（現・東成区）
  - 小路村 ← 大友村、片江村、中川村、腹見村（現・生野区）
  - 北新開荘村 ← 鴫野村、天王田村、左専道村、永田村（現・城東区）
  - 榎本村 ← 放出村、下辻村（現・鶴見区）
  - 鯰江村 ← 今福村、布屋新田（現・城東区）、蒲生村、新喜多新田（現・都島区、城東区）
  - 榎並村 ← 野江村、関目村（現・城東区）、内代村（現・都島区）
  - 城北村 ← 中村、荒生村、江野村、赤川村（現・旭区）
  - 古市村 ← 森小路村、南島村、千林村、今市村（現・旭区）
  - 清水村 ← 馬場村、上辻村、貝脇村、別所村、般若寺村（現・旭区）
- 明治29年（1896年）4月1日 - 郡制の施行のため、東成郡・住吉郡の区域をもって、改めて東成郡が発足。平野郷町、喜連村（現・平野区）、北百済村、南百済村、田辺村（現・東住吉区）、依羅村（現・住吉区）、墨江村（現・住吉区、住之江区）、住吉村（現・住吉区）、安立町、敷津村（現・住之江区）、長居村（現・住吉区）が本郡の所属となる。（4町26村）
- 明治30年（1897年）4月1日 - 下記の区域（概ね大阪鉄道城東線より北西）が大阪市に編入[2]。（2町22村）
  - 東区 ← 玉造町、東平野町、清堀村、西高津村、中本村［古屋敷および森・中道の各一部[3]］、鶴橋村［小橋および木野・東小橋の各一部[4]］、
  - 南区 ← 生野村［国分の一部[5]］、天王寺村［天王寺の大部分[6]］
  - 北区 ← 野田村［一部[7]］、鯰江村［蒲生・新喜多新田の各一部[8]］、都島村［中野・沢上江および善源寺の一部[9]］
  - 野田村の残部が鯰江村に、都島村の残部（毛馬・友淵および善源寺の一部）が城北村に、天王寺村の一部（天王寺の残部）が鶴橋村にそれぞれ編入。
- 明治35年（1902年）　
  - 4月1日 - 榎本村が北河内郡今津村を編入。（2町22村）　
  - 7月7日 - 榎本村が北河内郡諸堤村の一部（横堤の一部）を編入。
- 明治43年（1910年）9月1日 - 鯰江村が町制施行して鯰江町となる。（3町21村）
- 大正元年（1912年）10月1日（5町19村）
  - 鶴橋村が町制施行して鶴橋町となる。
  - 中本村が町制施行して中本町となる。
- 大正3年（1914年）4月1日 - 田辺村が町制施行して田辺町となる。（6町18村）
- 大正3年（1914年）10月1日 - 榎並村が町制施行して榎並町となる。（7町17村）
- 大正5年（1916年）1月1日
  - 南新開荘村が改称して神路村となる。
  - 北新開荘村が改称して城東村となる。
- 大正14年（1925年）4月1日 - 全域が大阪市に編入され、下記の2区が発足。同日東成郡廃止。大阪府では1896年の郡の再編以来、西成郡と共に初の郡消滅となるとともに、大正時代最後の郡消滅ともなった。
  - 住吉区 ← 天王寺村、平野郷町、喜連村、北百済村、南百済村、田辺町、依羅村、墨江村、住吉村、安立町、敷津村、長居村
    - 旧住吉郡全域に、旧東成郡天王寺村を加えた区域

  - 東成区 ← 生野村、鶴橋町、中本町、神路村、小路村、城東村、榎本村、鯰江町、榎並町、城北村、古市村、清水村
    - 旧東成郡のうち、天王寺村以外の区域

## 行政
東成郡長（第1次）
| 代 | 氏名     | 就任年月日                | 退任年月日               | 備考                      |
| -- | -------- | ------------------------- | ------------------------ | ------------------------- |
| 1  | 深瀨和直 | 明治12年（1879年）2月21日 | 明治14年（1881年）1月6日 | 廃官 東成・住吉郡長へ転任 |

東成・住吉郡長
| 代 | 氏名       | 就任年月日                | 退任年月日                 | 備考                                                                  |
| -- | ---------- | ------------------------- | -------------------------- | --------------------------------------------------------------------- |
| 1  | 深瀨和直   | 明治14年（1881年）1月8日  | 明治16年（1883年）1月15日  | 東成郡長（第1次）より就任                                             |
| 2  | 櫻井義起   | 明治16年（1883年）1月15日 | 不詳                       |                                                                       |
| 3  | 葉山荒太郎 | 明治19年（1886年）7月20日 | 明治19年（1886年）8月25日  |                                                                       |
| 4  | 白石純治   | 明治19年（1886年）8月25日 | 明治23年（1890年）6月16日  |                                                                       |
| 5  | 櫻井義起   | 明治23年（1890年）6月16日 | 明治23年（1890年）10月11日 | 2代の再任 任期中の明治22年（1889年）9月11日から退任まで西成郡長を兼任 |
| 6  | 山口昌壽   | 明治23年（1890年）11月1日 | 明治25年（1892年）6月2日   |                                                                       |
| 7  | 弘道輔     | 明治25年（1892年）6月2日  | 明治26年（1893年）5月31日  |                                                                       |
| 8  | 本山茂樹   | 明治26年（1893年）5月31日 | 明治29年（1896年）3月31日  | 住吉郡との合併により旧・東成郡廃止 東成郡長（第2次）へ転任            |

東成郡長（第2次）
| 代 | 氏名       | 就任年月日                 | 退任年月日                 | 備考                         |
| -- | ---------- | -------------------------- | -------------------------- | ---------------------------- |
| 1  | 本山茂樹   | 明治29年（1896年）4月1日   | 明治33年（1900年）2月21日  | 東成・住吉郡長より就任       |
| 2  | 向日保雄   | 明治33年（1900年）2月21日  | 明治39年（1906年）1月16日  |                              |
| 3  | 的場駒治   | 明治39年（1906年）1月16日  | 明治43年（1910年）10月28日 |                              |
| 4  | 有田策郎   | 明治43年（1910年）10月28日 | 大正2年（1913年）5月27日   |                              |
| 5  | 本田常行   | 大正2年（1913年）5月27日   | 大正5年（1916年）11月22日  |                              |
| 6  | 木下貞太郎 | 大正5年（1916年）11月22日  | 大正14年（1925年）3月31日  | 大阪市に編入のため東成郡廃止 |